# Otto Friedrich August Busse
 Der er flere personer med dette navn, se Otto Busse.
Otto Friedrich August Busse (16. marts 1822 – 18. august 1883) var overmaskinmester ved Sjællandske Jernbane Selskab.
Den 1. november 1846 blev O.F.A. Busse ansat som maskinmester ved Sjællandske Jernbane Selskab, og han blev derved den første organisator af maskin- og værkstedstjeneste ved de danske jernbaner.
Busse kom fra kongeriget Hannover, hvor han uddannedes ved gymnasiet i Göttingen og efter eksamen derfra studerede ved den polytekniske læreanstalt i Hannover (1839-1843). Han erhvervede sig praktisk kendskab til faget ved maskinværkstederne ved Leipzig-Dresden banen. Efterfølgende blev han første ingeniør ved en maskinfabrik i Chemnitz, indtil han tiltrådte stillingen som maskinmester ved København-Roskildebanen.
Da man ikke havde dansk personale der var fortrolig med jernbanedrift, medbragte Busse selv de tre første lokomotivførere Saalbach, Stender og Delfo fra Leipzig-Dresden banen. Delfo mistede livet allerede den første vinter, da han i en snestorm blev kørt over på Københavns banegård. Saalbach kørte på Sjælland til 1885.
Værkstederne bestod fra begyndelsen kun af tre dele, nemlig remise med et spor, lokomotivværksted med et spor samt et lille drejer- og fileværksted med lager og kontor (med Busses skrivepult). Over remise- og værkstedsbygningen var indrettet lejlighed til maskinmesteren (adgang gennem remiseporten og langs lokomotiverne i remisen). Her fødtes den 16. juli 1850 den senere maskindirektør ved DSB Otto Frederik August Busse.